# Paramigas macrops
Espèce
Paramigas macrops est une espèce d'araignées mygalomorphes de la famille des Migidae.

## Distribution
Cette espèce est endémique de la région d'Anosy à Madagascar,.

## Description
Le mâle holotype mesure 6,15 mm.

## Publication originale
- Griswold & Ledford, 2001 : A monograph of the migid trap door spiders of Madagascar and review of the world genera (Araneae, Mygalomorphae, Migidae). Occasional Papers California Academy of Sciences, vol. 151, no 1, p. 1-120 (texte intégral).